# Tour de Famelon
La tour de Famelon est un sommet des Préalpes vaudoises, en Suisse, qui culmine à 2 143 m d'altitude. Elle est accompagnée au sud par une antécime qui culmine à 2 126 m.
La tour de Famelon est située au nord-est de la tour d'Aï et de la tour de Mayen. Les trois sommets constituent une ligne de crête séparant la vallée des Ormonts de la vallée de l'Hongrin. La tour de Famelon domine au sud de village de Leysin et au sud-est celui du Sépey.

De gauche à droite, la tour d'Aï, la tour de Mayen et la tour de Famelon vus du sud.